# Jonathan Miller

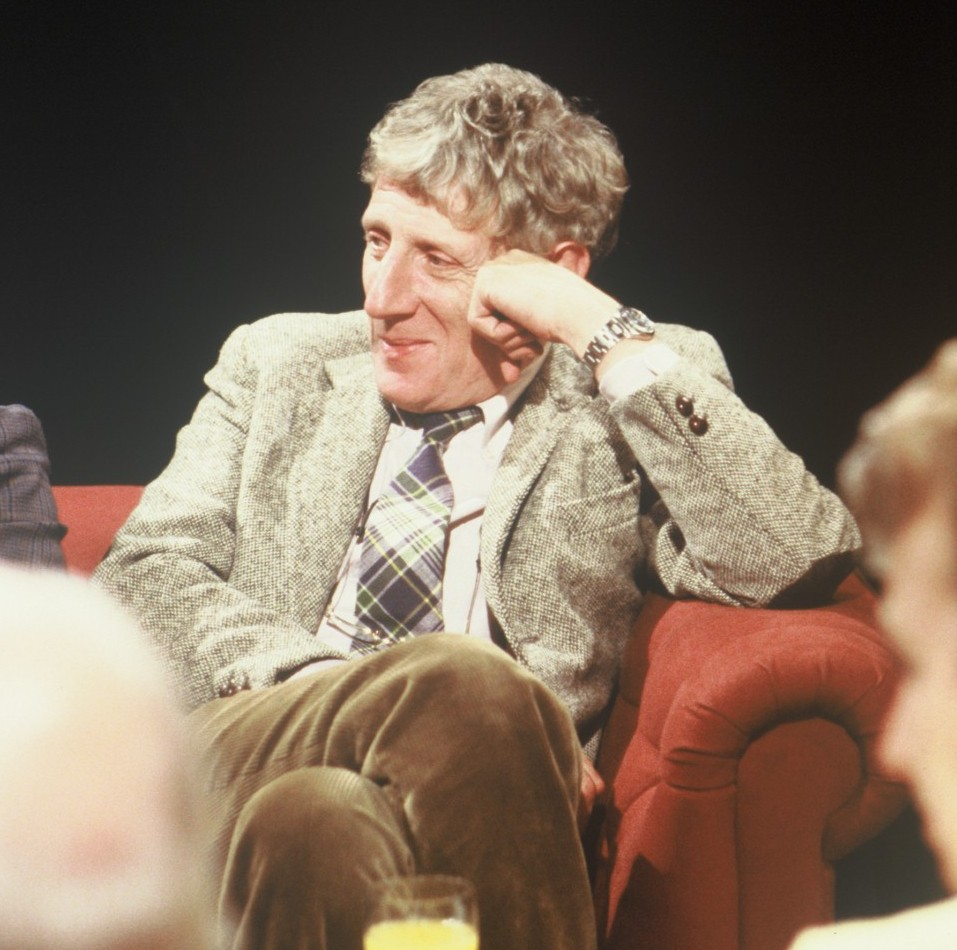
Jonathan Miller 1988 bei einem Auftritt in der britischen Late-Night-Show After Dark

Sir Jonathan Wolfe Miller CBE (21. Juli 1934 in London – 27. November 2019 ebenda) war ein britischer Theater- und Opernregisseur sowie Autor. Er studierte Medizin und Neuropsychologie. Obwohl er nur einige wenige Opern gesehen hatte und nicht in der Lage war Noten zu lesen, begann er in den 1970er Jahren selbst Regie zu führen und galt später als einer der führenden Opernregisseure weltweit. 1982 inszenierte er die Oper Rigoletto als Mafia-Stück, angesiedelt in Little Italy der 1950er Jahre. Er arbeitete am Royal National Theatre in London und am Old Vic Theatre, ebenfalls in London. Im britischen und amerikanischen Fernsehen war er auch als Moderator bekannt.

## Biografie
Miller wuchs in London auf. Sein Vater Emanuel Miller war Psychiater, seine Mutter Betty schrieb Romane und Biographien. Er studierte Naturwissenschaften und Medizin am St John’s College, Cambridge und wechselte schließlich an das University College London. Während des Medizinstudiums begann er, sich beim Theaterklub Cambridge Footlights zu engagieren. 1959 machte er seinen Doktor in Medizin und arbeitete 2 Jahre im Central Middlesex Hospital, London.
In den 1960er Jahren schrieb und produzierte er zusammen mit Alan Bennett, Peter Cook und Dudley Moore ein Musical (Beyond the Fringe) für das Edinburgh Festival. Im Jahr 1964 inszenierte er das erste Stück im gerade neu gegründeten American Place Theatre – The Old Glory von Robert Lowell mit Frank Langella, Roscoe Lee Brown und Lester Rawlins in den Hauptrollen. Das Stück gewann fünf Obie Awards, unter anderem als Bestes amerikanisches Stück. 1966 schrieb er eine Filmadaption von Alice in Wonderland und führte hierbei auch Regie. 1970 spielte Laurence Olivier in Millers Produktion des Kaufmanns von Venedig.
Von 1973 bis 1976 hatte Miller ein Forschungsstipendium für Medizingeschichte am University College, London, inne. Nachdem er 1973 seine erste Oper inszeniert hatte (eine englische Erstaufführung von Alexander Goehrs Arden muss sterben), begann er Opern für die Kent Opera, die Glyndebourne Festival Opera und für die English National Opera zu produzieren bzw. Regie zu führen. In den 1970er Jahren fing er an, sich für die Rechte gleichgeschlechtlich Liebender einzusetzen und war Vizepräsident der Campaign for Homosexual Equality, eine der ältesten britischen Organisationen für Gay Rights. 
In den 1980er Jahren produzierte er Shakespeare-Stücke für die BBC, bei denen er auch teilweise selbst Regie führte. Unter anderem trat John Cleese in einer seiner Produktionen auf. Gleichzeitig studierte er Neuropsychologie und bekam ein Forschungsstipendium für die Sussex Universität.
1988 wurde er künstlerischer Leiter des Londoner Old Vic Theatre und blieb dies bis 1991.
In den 1990er und 2000er Jahren war er viel fürs Fernsehen tätig und produzierte einige Dokumentations-Serien für die BBC, unter anderem über die Geschichte der Medizin, Madness (Verrücktheit), die Entstehung der menschlichen Sprache sowie eine Serie über Atheismus.
In Wien inszenierte Miller 1991 Mozarts Le nozze di Figaro, eine Produktion der Wiener Staatsoper im Theater an der Wien, im Jahr 1993 folgte Fedora von Umberto Giordano bei den Bregenzer Festspielen als Koproduktion mit der Wiener Staatsoper, an der diese Inszenierung 1994 gezeigt wurde. 1997 führte ihn sein Weg auch zu den Salzburger Festspielen, wo er bei Mitridate, re di Ponto Regie führte.
Erst 2007, zehn Jahre nach seiner letzten Bühnentätigkeit für ein britisches Theater, kehrte er mit Tschechows Der Kirschgarten wieder zurück, gefolgt von Monteverdis L’Orfeo. Nebenbei kuratierte er noch eine Ausstellung im Imperial War Museum in London.
2010 inszenierte er für die English National Opera und die Cincinnati Opera La Bohème in einem 1930er Setting.
2011 führte er Regie bei La traviata und 2012 bei Così fan tutte in Washington DC.
2013 fand eine Ausstellung des an abstrakten und modernen Kunstwerken interessierten Multitalentes mit eigenen Werken in Islington statt.
Gemeinsam mit 54 anderen bekannten Persönlichkeiten, wie Richard Dawkins, Terry Pratchett und Stephen Fry unterzeichnete er einen offenen Brief im Guardian, der sich gegen einen Staatsbesuch durch Papst Benedikt XVI. richtete.
Miller war seit 1956 mit Helen Rachel Collet verheiratet; mit zwei Söhnen und einer Tochter lebten sie in Camden, London. Jonathan Miller starb im November 2019 im Alter von 85 Jahren in London an den Folgen der Alzheimer-Krankheit.

## Titel und Auszeichnungen
- Special Tony Award (1963), mit den Co-Stars Alan Bennett, Peter Cook und Dudley Moore, für Beyond the Fringe
- Distinguished Supporter, British Humanist Association
- Honorary Associate, National Secular Society
- Honorary Fellow, University College London
- Honorary Fellow, Royal College of Art
- Associate Member, Royal Academy of Dramatic Art
- Honorary Fellow, St John’s College, Cambridge (1982)
- Honorary Fellow, Royal College of Physicians (London and Edinburgh)
- Honorary D. Phil., University of Cambridge
- Commander of the Order of the British Empire (CBE; 1983)
- Nomination: Tony Award Beste Theaterregie (1986), für O’Neills Long Day’s Journey into Night
- Knight Bachelor (2002), für seine Dienste für Musik und Kunst
- Nominated artist of honour at Bornholm thanks to his instruction in Rønne Theater (Opera Island Bornholm; 2003)
- Foreign Member, American Academy of Arts and Sciences (1993)
- Präsident der Rationalist Association (ab 2006)

## Bibliografie

### Bücher
- Jonathan Miller: McLuhan. Fontana Modern Masters, 1971.
- Jonathan Miller: Censorship and the Limits of Personal Freedom. Oxford University Press, 1971.
- Jonathan Miller: Freud: The Man, His World and His Influence. Weidenfeld and Nicolson, 1972.
- Jonathan Miller: The Uses of Pain (Conway memorial lecture). South Place Ethical Society, 1974.
- Jonathan Miller: The Body in Question. Jonathan Cape, 1978.
- Jonathan Miller: Darwin for Beginners. Writers and Readers Comic Book/2003 Pantheon Books (USA), 1982, ISBN 0-375-71458-8.
- mit David Pelham: Jonathan Miller: The Human Body. Viking Press, 1983. (1994 Jonathan Cape [pop-up book])
- Jonathan Miller: States of Mind. Conversations with Psychological Investigators. BBC / Random House, 1983.
- mit David Pelhalm: Jonathan Miller: The Facts of Life. Jonathan Cape, 1984.. ISBN 0-670-30465-4 (pop-up Buch)
- Jonathan Miller: Subsequent Performances. Faber, 1986.
- Miller, Jonathan & John Durrant: Laughing Matters: A Serious Look at Humour. Longman, 1989.
- Jonathan Miller: Acting in Opera. Applause Theatre & Cinema Books, 1990. (The Applause Acting Series)
- Jonathan Miller: The Afterlife of Plays. San Diego State Univ. Press, 1992. (University Research Lecture Series No. 5)
- Jonathan Miller: Dimensional Man. Jonathan Cape, 1998.
- Jonathan Miller: On Reflection. National Gallery Publications/Yale University Press (USA), 1998, ISBN 0-300-07713-0.
- Jonathan Miller: Nowhere in Particular. Mitchell Beazley, 1999, ISBN 1-84000-150-X. (Sammlung seiner Photographien)

### Herausgeber
- Jonathan Miller: Harvey and the Circulation of Blood: A Collection of Contemporary Documents. Jackdaw Publications, 1968.
- Jonathan Miller: The Don Giovanni Book: Myths of Seduction and Betrayal. Faber, 1990.

### Mitwirkender
- Jonathan Miller, Alan Bennett, Peter Cook, Dudley Moore: Beyond the Fringe. A Revue. Souvenir Press/Samuel French, 1963.
- Jonathan Miller, Margaret Drabble, Richard Hoggart, Adrian Mitchell et al.: The Permissive Society. Panther, 1969.
- Jonathan Miller, Alan Bennett, Peter Cook, Dudley Moore: The Complete Beyond the Fringe. Methuen, 1987, ISBN 0-413-14670-7.
- Jonathan Miller: King Lear in Rehearsal: A Talk' and seven other essays. In: B.J. Sokol (Hrsg.): The undiscover'd country: New Essays on Psychoanalysis and Shakespeare. Free Association Books, 1993, ISBN 1-85343-197-4.
- Jonathan Miller, Stephen Jay Gould, Daniel J Kevles, RC Levontin, Oliver Sacks: Hidden Histories of Science. Hrsg.: Robert B. Silvers. Granta Books, 1997.
- Robert B. Silvers (Hrsg.): Doing It: Five Performing Arts. New York Review of Books (USA), ISBN 0-940322-75-7. Beinhaltet Essays von Jonathan Miller, Geoffrey O’Brien, Charles Rosen, Tom Stoppard und Garry Wills.

## Filmografie

### Schauspieler
- Beyond the Fringe (1964)
- One Way Pendulum (1964)
- Sensitive Skin (als „Dr Cass“, 2 Episoden, 2005)

### Regisseur
- Alice in Wonderland
- Whistle and I’ll Come to You (1968; Kurzfilm)
- BBC Television Shakespeare (1978–1985):
  - Der Widerspenstigen Zähmung (1980), mit John Cleese
  - Timon von Athen (1981), mit Jonathan Pryce
  - Antonius und Cleopatra (1981), mit Colin Blakely
  - Othello (1981), mit Anthony Hopkins und Bob Hoskins
  - Troilus und Cressida (1981)
  - König Lear (1982), mit Michael Hordern

### Autor
- Monitor (1962; auch Herausgeber).
- The Zoo in Winter (1969), BBC, Regie Patrick Garland.
- The Body in Question (1978–1979), 13 Episoden.
- Equinox – Prisoner of Consciousness (1986)
- Born Talking: A Personal Inquiry into Language (1990).
- Madness (1991).
- Equinox – Moving Pictures (1991)
- Jonathan Miller’s Opera Works (1997), 6 Episoden.
- Jonathan Miller on Reflection (1998).
- Absolute Rubbish with Jonathan Miller (2004)
- Atheism: A Rough History of Disbelief (2004).
- The Atheism Tapes (2004).

## Ausgewählte Bühnenproduktionen

### Musical
- Beyond the Fringe (Darsteller, Autor, Produzent; Edinburgh Festival; 1960).
- Beyond the Fringe (Darsteller, Autor; Fortune Theatre, London; 1961–1962).
- Beyond the Fringe (Darsteller, Autor; John Golden Theatre. NYC; 1962 bis 1964; 667 Aufführungen).

### Oratorium
- Matthäus-Passion (Regisseur; St. George’s Theatre, London, Februar 1994) mit Paul Goodwin; Szenische Aufführung, dirigiert von Paul Goodwin und für das BBC aufgezeichnet, Wiederaufnahme 2011 im London National Theatre (auch dirigiert durch Paul Goodwin)

### Bühnenstücke
- The Old Glory (Regisseur; American Place Theatre, 1964) mit Frank Langella, Roscoe Lee Brown und Lester Rawlins.
- Der Kaufmann von Venedig (Regisseur; Cambridge Theatre, 1970) mit Laurence Olivier.
- Dantons Tod (Regisseur; 1972) mit Christopher Plummer.
- Long Day’s Journey Into Night (Regisseur; Broadhurst Theatre, 1986; 54 Aufführungen).
- König Lear (Regisseur; Vivian Beaumont Theatre 2004; 33 Aufführungen).
- Der Kirschgarten (Regisseur; Crucible Theatre, 2007).

### Oper
Mehr als 40 Jahre führte Miller Regie in mehr als 50 Opern in Städten wie London, New York, Florenz, Milan, Berlin, München, Zürich und Tokyo.
- Così fan tutte (Regisseur; Kent Opera, 1974). Millers 1. Regiearbeit für die Kent Opera.
- Rigoletto (Regisseur; 1975). im 19. Jahrhundert angesiedelt.
- L’Orfeo (Regisseur; Glyndebourne, 197?).
- Le nozze di Figaro (Regisseur; English National Opera, 1978). Eine TV-Fassung entstand 1991.
- Rigoletto (Bühnen- und Videoregisseur; English National Opera, 1982). 1950er Setting Little Italy.
- The Mikado (Bühnen- und Videoregisseur; English National Opera, 1987) mit Eric Idle.
- La traviata (Regisseur; Glimmerglass Opera, 1989).
- La fanciulla del West (Bühnen- und Videoregisseur; 1991).
- Così fan tutte (Regisseur; Royal Opera House, 1995, Kostüme von Giorgio Armani).
- Le nozze di Figaro (Regisseur und Produzent; Metropolitan Opera, 1998)
- Die Zauberflöte (Bühnen- und Videoregisseur; 2000).
- Tamerlano (Bühnen- und Videoregisseur; 2001).
- Die Entführung aus dem Serail (Bühnen- und Videoregisseur; 2003).
- Falstaff (Regisseur; New National Theatre Tokyo, 2004).
- Jenůfa (Regisseur Glimmerglass Opera mit New York City Opera in Cooperstown, New York, 2006).
- L’Orfeo (Regisseur; Manchester und Bristol productions, 2007).
- Der Rosenkavalier (Regisseur; New National Theatre Tokyo, 2007).
- La traviata (Regisseur; Glimmerglass Opera, 2009).
- La Bohème (Regisseur; Cincinnati Opera, 2010).
- Pelléas et Mélisande (Regisseur; Metropolitan Opera, 2005 und 2010).
- La traviata (Regisseur; Vancouver Opera, 2011).
- Così fan tutte (Regisseur; Royal Opera House, 2012).
- Don Pasquale (Regisseur; Royal Opera House, 2012).
- La Bohème (Regisseur; English National Opera, 2012).
- L’elisir d’amore (Regisseur; English National Opera, 2012).

## Ausstellungen
- Ausstellungskonzept für „On Reflection“ (1998) in der National Gallery – eine Ausstellung über die Darstellung von Reflexionen und Spiegeln in der europäischen Kunst
- Kurator von „Motion in Art and Photography“ in der Estorick Gallery in Islington.
- Kurator einer Ausstellung über Tarnung („Camouflage“) im Imperial War Museum in London 2007
- Miller stellte in der Flowers-East-Galerie, der Boundary Gallery und der Katz Gallery, London eigene Werke aus.